# Hamilton (Ohio)
Hamilton is een plaats (city) in de Amerikaanse staat Ohio, en valt bestuurlijk gezien onder Butler County.

## Demografie
Bij de volkstelling in 2000 werd het aantal inwoners vastgesteld op 60.690.
In 2006 is het aantal inwoners door het United States Census Bureau geschat op 62.130, een stijging van 1440 (2.4%).

## Geografie
Volgens het United States Census Bureau beslaat de plaats een oppervlakte van
57,2 km², waarvan 56,0 km² land en 1,2 km² water. Hamilton ligt op ongeveer 184 m boven zeeniveau.

## Plaatsen in de nabije omgeving
De onderstaande figuur toont nabijgelegen plaatsen in een straal van 12 km rond Hamilton.

## Geboren in Hamilton
- Charles Richter (1900-1985), natuurkundige en seismoloog
- Min Leibrook (1903-1943), jazz-tuba-speler, -bassist en bassaxofonist
- John Bartlow Martin (1915-1987), journalist, diplomaat, ambassadeur en auteur
- Jack D. Hunter (1921-2009), schrijver
- Scott Walker (1943-2019), muzikant, een van The Walker Brothers
- Steve Morse (1954), componist en gitarist
- Greg Dulli (1965), zanger en gitarist (Afghan Whigs)
- Eric Lange (1973), acteur